# Кувады
Кувады — река в России, протекает по Татарстану. Устье реки находится в 8 км по правому берегу реки Мелекеска. Длина реки составляет 12 км, площадь водосборного бассейна 68 км².
Крупнейший приток: река Суксинка (левый).

## Данные водного реестра
По данным государственного водного реестра России относится к Камскому бассейновому округу, водохозяйственный участок реки — Кама от Нижнекамского гидроузла и до устья, без реки Вятка, речной подбассейн реки — бассейны притоков Камы до впадения Белой. Речной бассейн реки — Кама.

## Описание
Берёт начало у деревни Новый Мусабай в лесном массиве с абсолютными высотами до 215 м на юго-западе Тукаевского района. Течёт половину пути в северо-восточном направлении, затем, петляя, продолжает путь на север.
Сток сильно зарегулирован.
Населённые пункты на берегах реки (от истока): деревня Кувады — деревня Крещёное Мазино — село Нижний Суык-Су.